# Кристиан Лоус Ланге
Кристиан Лоус Ланге (на норвежки: Christian Lous Lange) е норвежки дипломат, политик и пацифист.
Той е първи секретар на Нобеловия комитет за мир до 1904 г. и негов председател до 1909 г., дългогодишен председател на Интерпарламентарния съюз (1909 – 1933). Делегат в Общество на народите от 1933 г. до своята смърт през 1938 г., той посвещава своите усилия преди всичко на световното разоръжаване.
Като известен пацифист Кристиан Лоус Ланге, заедно с Карл Ялмар Брантинг, е удостоен с Нобелова награда за мир през 1921 г.

## Произход и образование (1869 – 1894)
Роден е на 17 септември 1869 година в пристанищния град Ставангер, Югозападна Норвегия, в семейството на полковник Халвард Ланге и Торе Мария Лоус. Дядо му е известен историк.
След завършване на средно образование специализира в университета в Осло езикознание и история. През 1893 г. получава магистърска степен защитавайки дисертация на тема „История на интернационализма“. На следващата година се жени за Берта Мантею, дъщеря на съдия.

## Научна и политическа дейност (1894 – 1937)
В продължение на седем години Ланге преподава в средни училища в Осло, усъвършенствайки знанията си за езиците по време на летните си пътешествия. Той пише обзор на световната история, получил по-късно известност като училищен учебник. През тези години проявява интерес към движението за независимост на Норвегия от Швеция.
Преди конференцията на Междупарламентарния съюз в Осло през 1899 г. Ланге е поканен да стане секретар на подготвителния комитет. Основаният през 1888 г. от Уилям Рандъл Кримър и Фредерик Паси Съюз пропагандира арбитража като средство за решаване на международни конфликти. Ланге проявява значителен такт и организационни способности по време на конференцията и една година по-късно приема предложението да стане секретар на новосъздадения Норвежки нобелов комитет.
Съветник на Нобеловия комитет Ланге остава и след 1909 г., когато подава оставка, за да заеме поста генерален секретар на Междупарламентарния съюз, и се премества в Брюксел, където се намира щабквартирата на Съюза. Занимавайки се с координация на дейността на Съюза, той играе ролята на свързващо звено между неговите отдели, при подготовката на ежегодните конференции често пътува из страните, членуващи в Съюза. В същото време чете лекции, събира средства, изнася доклади и редактира публикациите на Съюза.
Началото на Първата световна война нарушава дейността на Съюза. Когато през 1914 г. немските войски нахлуват в Брюксел, фондовете на организацията са конфискувани. Ланге премества бързо щабквартирата в неутрална Норвегия, за да спаси документацията, и работи почти сам. Средства за съществуване му носи преподаването в Нобеловия институт. По негова молба Фондът за международен мир „Карнеги“ (в който работи Николас Мюрей Батлер) отпуска на Междупарламентарния съюз сума, достатъчна за оцеляването му.
По време на войната Ланге участва в работата на Стокхолмската конференция на неутралните страни, произнесла се за по-скоро прекратяване на войната, сътрудничи на Централната организация за запазването на мира – холандско дружество на пацифистите. Като кореспондент на фонда „Карнеги“ пише отчет за положението във воюващите страни.
Веднага след края на войната Ланге се заема да възстанови Съюза. Задачата се усложнява от липсата на средства и стремежа на някои страни да изключат неотдавнашните си противници от военното време. Въпреки това Ланге успява да организира първата следвоенна конференция в Женева (1921 г.).
Ланге участва активно в работата на Обществото на народите, делегат е от Норвегия и заседава в редица негови комитети. Убеден, че войната не може да бъде направена хуманна, той посвещава своите усилия преди всичко на разоръжаването. Оглавява комитета по политическите въпроси, а също и друг комитет, чиято задача се състои да информира Обществото за развитието на конфликта между Китай и Япония. Не престава да работи и в Междупарламентарния съюз, пише статии, книги и памфлети за контрола над въоръженията и арбитража. До и след Първата световна война изнася лекции около 500 пъти. През 1923 г. посещава САЩ, където държи речи в 30 университета и други учреждения. През 1938 г. чете лекция за мира в лондонския Дом на приятелите, преди да бъде публикувана със заглавие „Империализъм и мир“.
На 62 години Ланге напуска поста генерален секретар на Междупарламентарния съюз. Една година по-късно е избран в Норвежкия нобелов комитет.

## Смърт (1938)
Умира на 11 декември 1938 година в Осло на 69-годишна възраст. След смъртта му неговият син Халвард продължава делото му на поста министър на външните работи на Норвегия през 1946 – 1965 г.